# Tijl De Decker
Tijl De Decker (Antwerpen, 29 juli 2001 – aldaar, 25 augustus 2023)  was een Belgisch wielrenner die in 2023 reed bij de opleidingsploeg van Lotto-Dstny. Hij zou in 2024 prof zijn geworden bij Lotto-Dstny. Hij overleed op 25 augustus 2023 op 22-jarige leeftijd nadat hij twee dagen eerder tijdens een trainingsrit een ongeluk had met een personenauto.

## Carrière

### 2018-2022
Sinds 2016 reed De Decker bij verschillende amateurploegen. Hij behaalde onder andere een tweede plaats in de Omloop der Vlaamse Gewesten in 2018. In het jaar erna eindigde hij als achtste in de tijdrit op het Belgisch nationaal kampioenschap, bij de junioren. Ook werd hij vijfde in de Omloop Het Nieuwsblad voor junioren dat jaar. In de jaren 2020 en 2021 was hij actief namens ACROG-Tormans, waarmee hij echter weinig successen wist te boeken. In 2022 behaalde hij wederom een goed resultaat op het Belgisch kampioenschap, ditmaal bij de tijdrit voor beloften, hij eindigde hier als achtste. Ook in de Heusden Koers van 2022 eindigde hij als achtste, aan deze wedstrijd namen ook beroepsrenners deel. Verder werd hij twee keer tweede in etappes van de Ronde van Vlaams-Brabant en de Ronde van Namen.

### 2023
Het jaar 2023 startte De Decker goed met een zege in de Ronde van Taiwan, hier won hij de derde etappe. Zijn grootste succes boekte hij twee maanden later in Parijs-Roubaix bij de beloften. In de Hel van het Noorden, zoals de wedstrijd ook wel wordt genoemd, kwam hij als eerste over de finish. Twee andere Belgen, Gil Gelders en Robin Orins maakte het podium compleet. In andere klassiekers behaalde hij ook goede resultaten, zo werd hij vierde in zowel Omloop Het Nieuwsblad als Eschborn-Frankfurt, en derde in Brussel-Opwijk. Hij zou in 2024 prof zijn geworden bij Lotto-Dstny.
Op woensdag 23 augustus 2023 was De Decker tijdens een training betrokken bij een ongeluk met een personenauto. Hij verloor veel bloed, belandde in coma en werd naar het Heilig-Hartziekenhuis in Lier gebracht. Later werd hij overgebracht naar het Universitair Ziekenhuis Antwerpen, waar hij twee dagen later, op 25 augustus, aan de gevolgen van dit ongeluk overleed.

## Overwinningen
2023
3e etappe Ronde van Taiwan
Parijs-Roubaix, beloften
1e etappe Tour Alsace (ITT)

## Privéleven
Hij was de jongere broer van Alfdan De Decker, die onder andere voor profploegen als Circus-Wanty Gobert en Tarteletto-Isorex reed.

## Ploegen
- 2021 –  ACROG-Tormans
- 2022 –  ACROG-Tormans
- 2023 –  Lotto Dstny Development Team